# Attagenus caracal
Attagenus caracal es una especie de coleóptero de la familia Dermestidae.

## Distribución geográfica
Habita en  China y Uzbekistán.